# Ісфара (місто)
Ісфара — місто у Таджикистані, назва таджицькою Исфара, розташоване у Согдійській області, згадується у 9-10 столітті, однак офіційно статус міста отримало у 1952 році. Раніше називалось Асбара. Центр Ісфаринського району.

## Населення
Станом на 2010 рік населенням міста складало 37000. Основне населення – таджики.

## Промисловість
У місті працює цементний завод, який збудували китайці. Більшість великих підприємств зупинило свою роботу.

## Торгівля
Завдяки розвинутому в регіоні садоводству Ісфара стала центральним ринком сухофруктів Центральної Азії, зокрема тут є єдиний у світі ринок де продають лише курагу. Місто славиться абрикосовими садами, звідси сухофрукти везуть на всі ринки Євразії.

## Ісфара в кінематографі
В Ісфарі знімались епізоди фільмів «Через тернии к звездам», «Сказание о Рустаме», «Рустам и Сухроб», «Сказание о Сиявуше», «Хасан-арбакеш». Землетрус 1977 року завадив Андрею Тарновському зазняти тут місячний персаж для фільму «Сталкер».

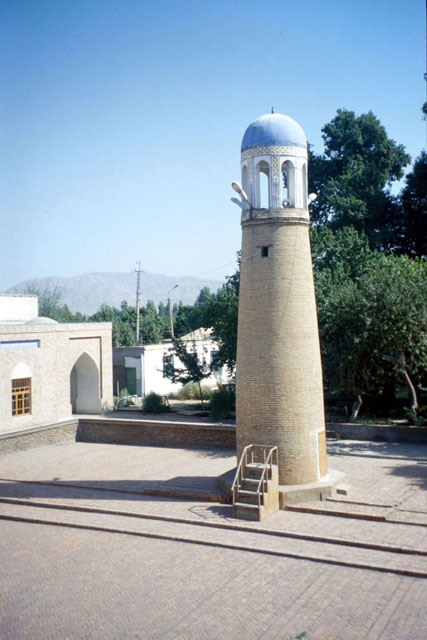
Мечеть в Ісфарі

## Видатні особистості
Поети Х-ХІІ століття Сайфі Ісфарангі Мушфарі Ісфароіні, Мехрі, Бехчаді, 
танцюрист Нігін, вчений XVII століття Ібрагім Рійозіддін (склав таблицю Піфагора), поетеса Нодірабегім, письменник і вчений Лутфулло Бузургзода, драматург Султон Саідмуродов та Абдусалом Атобоєв, знавець класичної музики Мірзокурбон Солієв, письменник Ібод Файзуллоєв.
Зарах у місті живуть академік Абдухамід Джураєв, композитор Зайнідін Зулфікоров, письменник Субхон Едроги, поет Хабіб Муаззама Ібрагімова, естрадні співаки Хабіб Бобове, Бахтиер Ібрагімов, співак класичних та сучасних пісень Ісроіл Файзиддинов, актор Шухрат Халімов.

## Ремесла
Ісфара з давен славилась як центр народних ремесел. Тут розвивалась різьба по дереву, ковальство, гончарство. Особливо популярно мистецтво різьби по ганчу (гіпсу) та по дереву.

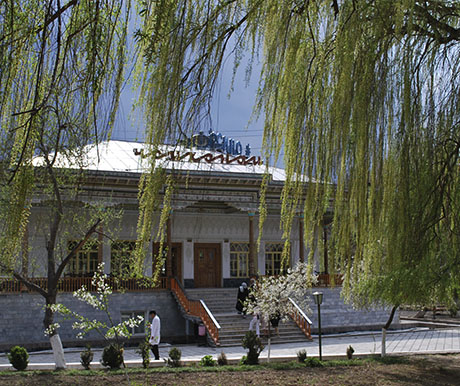
Чайхана

## Історія
Ще 300-800 тисяч років тому древні люди типу Хомо Еректус, Хомо сапієнс жили в районі Ісфари.
У ранньому середньовіччі (V-VIII ст.) навколо метрополії Согд утворилась історична федерація до якої увійшли навколишні міста, у тому числі Ісфара. Саме поселення засновано у 9-10 столітті, однак офіційно статус міста Ісфара отримала у 1952 році.

## Спорт
27 жовтня 2012 року президент Таджикистану Емомалі Рахмон прийняв в експлуатацію реконструйований Центральний стадіон Істарафшан на що було витрачено 13 млн. сомони. Місткість стадіону складає 18 тисяч глядачів. 